# William R. Pogue
William Reid Pogue (Okemah, Oklahoma, 23 de enero de 1930 - Florida, 3 de marzo de 2014) fue un astronauta, piloto de guerra y piloto de pruebas estadounidense que también fue un consumado profesor, orador y escritor.

## Biografía
Pogue nació en Okemah, Oklahoma. Era de ascendencia choctaw. Cursó la enseñanza primaria y secundaria en Sand Springs, Oklahoma, y recibió el título de Bachelor of Science en Educación secundaria por la Universidad Baptista de Oklahoma en 1951 y un Master of Science en matemáticas por la Universidad del Estado de Oklahoma en 1960. Fue premiado con un Doctor of Science honoris causa por la Universidad Baptista de Oklahoma en 1974. Fue boy scout, alcanzó el rango de Second class.
Se casó y tuvo tres hijos. Le gustaba correr y jugar al pádelbol y al balonmano, y sus aficiones eran los muebles antiguos, la jardinería y el estudio de la historia bíblica.

#### Carrera profesional
Pogue se alistó en la Fuerza Aérea de Estados Unidos en 1951 y un año después alcanzó el grado de oficial. Entre 1952 y 1954 combatió en Corea con la Quinta Fuerza Aérea. De 1955 a 1957 fue miembro del equipo de vuelo de precisión USAF Thunderbirds. Más tarde fue profesor asistente en el departamento de matemáticas de la Academia de la Fuerza Aérea. De 1962 a 1965, después de graduarse por la Escuela de Pilotos de Pruebas del Imperio Británico, Pogue fue piloto de pruebas para el Ministerio del Aire británico dentro un programa de intercambio USAF / RAF. En abril de 1966 era instructor en la Escuela de Pilotos de Investigación de la Fuerza Aérea cuando la NASA lo seleccionó como astronauta.
Pogue fue piloto del módulo de mando de la misión Skylab 4, lanzada el 16 de noviembre de 1973 y concluida el 8 de febrero de 1974 (tercera y última estancia de tripulación en el Skylab Orbital Workshop). Este fue el vuelo tripulado más largo (84 días, 1 hora, 15 minutos) de la historia de la exploración espacial tripulada hasta la fecha. Lo acompañaron en el vuelo récord de 34.5 millones de millas el comandante Gerald Carr y el Dr. Edward G. Gibson (piloto científico). El equipo realizó con éxito 56 experimentos, 26 demostraciones científicas, 15 objetivos detallados de subsistema y 13 investigaciones de estudiantes durante sus 1,214 vueltas a la Tierra. También se obtuvieron gran cantidad de datos de observaciones de los recursos de la Tierra empleando cámaras de mano y la cámara y el conjunto de sensores del Paquete de Experimentos de la Tierra de Skylab. Registraron 338 horas de funcionamiento del Apollo Telescope Mount, que llevó a cabo observaciones exhaustivas de la actividad del Sol. Pogue hizo dos paseos espaciales durante la misión, con un total de 13 horas y 31 minutos fuera del laboratorio. La tripulación regresó con 780 kg de película, datos y muestras biológicas del vuelo espacial récord.
Pogue se retiró de la NASA y de la Fuerza Aérea, en 1975. Posteriormente fue presidente de Vutara Services.
Murió con 84 años de edad en su casa de Florida en la noche del 3 de marzo de 2014 por causas naturales. Le sobreviven su tercera esposa Tina, tres hijos de su primer matrimonio y cuatro hijastros de su segundo matrimonio.